# 콘테스트 (영화)
콘테스트(Contest)는 미국에서 제작된 안소니 조셉 지언타 감독의 2013년 드라마, 가족 영화이다. 켄턴 듀티 등이 주연으로 출연하였다.
이 영화는 2013년 밀 밸리 영화제에서 초연되었으며 2013년 10월 6일 카툰 네트워크에서 상영되었다.

## 출연

### 주연
- 켄턴 듀티
- 다니엘 플라어티
- 캐서린 맥나마라

### 조연
- 메리 베스 페일
- 크리스 리기